# Antropologia sociale
L'antropologia sociale è la denominazione con cui, nella tradizione di studi britannica, viene definita la branca dell'antropologia che studia il comportamento degli esseri umani all'interno dei gruppi sociali.
Le differenze con l'antropologia culturale, di provenienza statunitense, sono state spesso oggetto di dibattito tra gli accademici e vengono generalmente individuate in un diverso approccio teorico tra le due tradizioni. L'antropologia sociale è infatti più orientata a uno studio strutturale della società, mentre l'antropologia culturale considera prioritario l'aspetto simbolico  .
Nella seconda metà del Novecento tali distinzioni, così come quella con l'etnologia di scuola francese, hanno perso progressivamente di importanza. La massima parte degli antropologi considera gli aspetti sociali e culturali come due punti di vista diversi sullo stesso fenomeno. Sebbene molti dipartimenti universitari abbiano scelto il termine «antropologia socioculturale» (con o senza trattino) per superare la dicotomia, gran parte degli studiosi utilizza tuttora l'etichetta appartenente alla tradizione a cui è più legato.
In Italia viene utilizzata nella maggior parte dei casi la denominazione di «scienze demo-etno-antropologiche».

## Focus e ambiti di pratica
Gli esperti di antropologia sociale si occupano, spesso attraverso studi sul campo (osservazione partecipante), dell'organizzazione sociale di un determinato gruppo sociale: vengono studiati i costumi, l'economia e l'organizzazione politica, la legge e la risoluzione dei conflitti, la consanguineità, la discendenza e la struttura familiare, la sociologia dei sessi, l'educazione dei figli, la socializzazione, la religione, ecc.
L'antropologia sociale esplora anche il ruolo di significati, ambiguità e contraddizioni delle relazioni sociali, i modelli sociali, la violenza e il conflitto, e le logiche di fondo del comportamento sociale. Gli antropologi sociali sono esperti nell'interpretazione di comportamenti simbolici, di narrativa e di rituali non soltanto come testo, ma con comunicazione esaminata in relazione all'azione, alla pratica, e al contesto storico nel quale essa ha luogo. Gli antropologi sociali indirizzano la diversità delle posizioni e delle prospettive che possono essere trovate all'interno di ogni gruppo umano.